# Jordi Mboula
Jordi Mboula Queralt (Granollers, Barcelona, 16 de marzo de 1999) es un futbolista español que juega como delantero en el Gil Vicente F. C. de la Primeira Liga.

## Trayectoria
Tras formarse en las categorías inferiores del F. C. Barcelona y llegar a jugar en su filial, en junio de 2017, con apenas 18 años, firmó por cinco temporadas con el A. S. Monaco F. C. En sus dos primeros años en el equipo disputó una decena de partidos en la Ligue 1 y debutó en la Liga de Campeones de la UEFA.
En julio de 2019 salió cedido al Círculo de Brujas por una temporada. Tras haber regresado al conjunto monegasco, en enero de 2020 volvió a ser prestado, marchándose en esta ocasión a la S. D. Huesca. Tras su paso por el conjunto oscense, con el que consiguió el ascenso a la Primera División, en septiembre del mismo año firmó por cuatro temporadas con el R. C. D. Mallorca.
El 31 de enero de 2022 se marchó del equipo balear para jugar cedido en el G. D. Estoril Praia hasta final de temporada. Para la siguiente fue el Racing de Santander quien logró su cesión. Tras este segundo préstamo abandonó definitivamente el R. C. D. Mallorca y se unió al Hellas Verona F. C. hasta 2027. A pesar de ello, el siguiente 1 de febrero regresó a Santander con carta de libertad. Esta segunda etapa finalizó en el mes de junio al expirar su contrato.
En agosto de 2024 volvió al fútbol portugués después de fichar por el Gil Vicente F. C.

## Clubes
| Club                         | País     | Año       |
| ---------------------------- | -------- | --------- |
| F. C. Barcelona "B"          | España   | 2017      |
| A. S. Monaco F. C.           | Francia  | 2017-2020 |
| Círculo de Brujas (cedido)   | Bélgica  | 2019-2020 |
| S. D. Huesca (cedido)        | España   | 2020      |
| R. C. D. Mallorca            | España   | 2020-2023 |
| G. D. Estoril Praia (cedido) | Portugal | 2022      |
| Racing de Santander (cedido) | España   | 2022-2023 |
| Hellas Verona F. C.          | Italia   | 2023-2024 |
| Racing de Santander          | España   | 2024      |
| Gil Vicente F. C.            | Portugal | 2024-     |